# 1 E3 m
Pour aider à comparer les ordres de grandeur des différentes longueurs, voici une liste de longueurs de l'ordre de 103 m, soit 1 000 m :
- 1 000 mètres correspondent :
  - à 1 kilomètre
  - au côté d'un carré de 1 km²
  - au rayon d'un cercle de 3,14 km²
  - à la distance parcourue par un marcheur en 15 minutes
  - une épreuve de demi-fond fait 800 à 1 500 m
  - une épreuve de course de fond fait 3 000 à 10 000
- 3 776 m : altitude du mont Fuji, plus haut sommet du Japon
- 4 809 m : altitude du mont Blanc, plus haut sommet d'Europe de l'Ouest
- 5 892 m : altitude du Kilimandjaro, plus haut sommet d'Afrique
- 6 190 m : altitude du mont McKinley, plus haut sommet d'Amérique du Nord
- 6 959 m : altitude de l'Aconcagua, plus haut sommet d'Amérique du Sud
- 7 500 m : profondeur de la fosse des Caïmans, point le plus profond de la mer des Caraïbes
- 8 000 m : hauteur de Maat Mons le plus haut volcan de la planète Vénus
- 8 000 m : diamètre de Thémisto, un des satellites de Jupiter
- 8 848 m : altitude de l'Everest, plus haut sommet de la Terre, en Asie